# Caucanthus
Caucanthus es un género de plantas con flores con diez especies perteneciente a la familia Malpighiaceae. Es originario del este de África.

## Taxonomía
El género fue descrito por Peter Forsskål  y publicado en Flora Aegyptiaco-Arabica  91 cxi. en el año 1775. La especie tipo es Caucanthus edulis Forssk.

## Especies
| - Caucanthus albidus - Caucanthus arabicus - Caucanthus argenteus - Caucanthus auriculatus - Caucanthus chiovendae | - Caucanthus cinereus - Caucanthus edulis - Caucanthus forskahlei - Caucanthus platanifolia - Caucanthus squarrosus |